# Kleopatra von Makedonien
Kleopatra von Makedonien (altgriechisch Κλεοπάτρα της Μακεδονίας Kleopátra tēs Makedonías; * um 355 v. Chr.; † 308 v. Chr. in Sardes) war die Schwester Alexanders des Großen und spielte eine wichtige Rolle während der Diadochenkriege.

## Leben bis zum Tod Alexanders des Großen
Kleopatra war die Tochter des makedonischen Königs Philipp II. und seiner Gattin Olympias, somit die einzige Vollschwester von Alexander dem Großen. Ihr Vater hatte aber Kinder von mehreren Nebenfrauen, so dass sie Thessalonike von Makedonien und Kynane zu Halbschwestern und Philipp III. Arrhidaios zum Halbbruder hatte.
Nach seiner Verstoßung der Olympias (337 v. Chr.) ging Philipp II. eine neue Ehe mit einer ebenfalls Kleopatra genannten, jungen Frau aus hochstehendem makedonischen Adel ein. Die gedemütigte Olympias quartierte sich deshalb bei ihrem Bruder, dem Molosserkönig Alexander I. von Epirus, ein. Dagegen hielt sich Kleopatra weiterhin bei ihrem Vater auf. Der Makedonenkönig suchte Olympias’ Einfluss auf ihren Bruder zu schwächen und bot diesem daher im Sommer 336 v. Chr. Kleopatras Hand an. Während der Feierlichkeiten dieser in Aigai in Makedonien prunkvoll abgehaltenen Hochzeit wurde Philipp II. jedoch durch ein Attentat des Pausanias ermordet.
Das jungvermählte Ehepaar zog nun von Makedonien nach Epirus zurück. Der Ehe entsprangen zwei Kinder, eine Tochter namens Kadmeia und der Sohn Neoptolemos II., der später Herrscher über die Molosser werden sollte. Kleopatra fungierte seit 334 v. Chr. als Regentin von Epirus, während ihr Mann Alexander I. in Italien die Lukaner und andere Stämme bekämpfte. Nachdem die Makedonen auf ihrem erfolgreichen Asienfeldzug Gaza eingenommen hatten (332 v. Chr.), schickte Alexander der Große seiner Mutter und Schwester einen Anteil an der eroberten Beute in die Heimat. 332/331 v. Chr. gab Kleopatra den Befehl zur Verschiffung von epirotischem Getreide nach Leukas und Korinth. Bei seinem Ägypten-Aufenthalt 331 v. Chr. schloss Alexander mit einer ihm als neuem Pharao huldigenden Gesandtschaft aus Kyrene einen Freundschafts- und Bündnisvertrag. Als ab 330 v. Chr. in Griechenland eine Hungersnot herrschte, lieferte Kyrene laut einer 1922 dort aufgefundenen Inschrift Weizen an 49 griechische Städte. Auch Kleopatra erhielt gemäß diesem Zeugnis 50.000 Medimnoi Weizen aus Kyrene; ebenso wurde Olympias mit einer Getreidesendung bedacht. Kleopatra fungierte 330 v. Chr. gemäß einer inschriftlich erhaltenen Liste als eine der Theorodokoi („Empfänger der Festgesandten“ vor der Austragung griechischer Spiele) von Epirus.
Alexander I. war 331 v. Chr. in Italien gefallen. Sein Leichnam wurde zu seiner Witwe Kleopatra nach Epirus überführt. Athen schickte Ktesiphon als Gesandten mit der Botschaft einer Beileidsbezeugung. Wegen der Minderjährigkeit ihres Sohnes amtierte Kleopatra weiterhin als Regentin von Epirus. Dabei war sie nicht nur das politische, sondern anscheinend auch das religiöse Oberhaupt der Molosser. Seit etwa 330 v. Chr. lebte Olympias am Hof ihrer Tochter in Epirus. Beide waren mit Antipatros verfeindet, der im Auftrag Alexanders des Großen als Reichsverweser in Makedonien und Griechenland fungierte. Olympias nahm ihrer Tochter die Herrschaft über Epirus aus den Händen, so dass Kleopatra 325 v. Chr. mit ihren Kindern nach Pella in Makedonien zog. 324 v. Chr. erließ Alexander der Große ein Dekret, das die Heimkehr verbannter Griechen erlaubte. Vor den Auswirkungen des Dekrets hatte der Tyrann Dionysios von Herakleia Angst, der sich an Kleopatra um Hilfe wandte. Diese setzte sich auch für Dionysios bei ihrem Bruder ein.

## Rolle in den Diadochenkriegen
Nach dem Tod Alexanders des Großen (323 v. Chr.) war eine Heirat mit dessen Vollschwester Kleopatra die ideale Möglichkeit für die untereinander um die Macht kämpfenden Diadochen, sich als Alexanders Nachfolger zu legitimieren. Daher warben im Laufe der Zeit viele Diadochen um ihre Hand. Um sich eine Unterstützung gegen Antipatros zu sichern, wollte sich Kleopatra zunächst mit dem neuen Statthalter des hellespontischen Phrygien, Leonnatos, vermählen. Sie informierte ihn brieflich über ihre Pläne und lud ihn nach Pella ein. Diesem Heiratsantrag wollte Leonnatos gerne nachkommen, beging aber den Fehler, seine Absichten auch Eumenes von Kardia anzuvertrauen, denn dieser teilte sie umgehend dem Reichsverweser Perdikkas mit. Bald darauf fiel Leonnatos bei Lamia (322 v. Chr.). Nun wollte Olympias ihre Tochter mit Perdikkas verheiraten. Kleopatra sollte deshalb nach Kleinasien gehen, um dem Reichsverweser einen Heiratsantrag zu machen. Dieser sympathisierte zwar durchaus mit dem Gedanken einer Ehe mit der hochstehenden Makedonin, war aber schon mit Nikaia, einer Tochter des Antipatros, verlobt. Wenn er diese Beziehung wegen einer Heirat mit Kleopatra auflöste, fürchtete Perdikkas, sich damit den Antipatros zum Gegner zu machen. Um nicht mehr im Einflussbereich des Antipatros und gleichzeitig in der Umgebung des Reichsverwesers zu sein, hielt sich Kleopatra trotz dessen zögerlicher Haltung von nun an in Sardes auf. Antigonos informierte unterdessen Antipatros über die hochfliegenden Pläne des Reichsverwesers, besonders dessen Streben nach dem Königstitel. Daher schloss sich Antipatros einem Bündnis von Satrapen gegen Perdikkas an. Dieser konterte nun mit der Verstoßung Nikaias und der Überbringung von Geschenken und eines Heiratsantrags an die in Sardes weilende Kleopatra durch seinen Feldherrn Eumenes (Anfang 321 v. Chr.). Ferner ernannte er Kleopatra anstelle des Menandros zur Satrapin von Lydien und Ionien. Allerdings startete Perdikkas zuerst eine Offensive gegen Ptolemaios I. in Ägypten und wurde während dieses Unternehmens ermordet.
Etwa zur Zeit von Perdikkas’ tödlichem Feldzug gelang es Eumenes aufgrund einer von Kleopatra übermittelten Warnung, einer Einschließung des von Ephesos nach Sardes vorstoßenden Antigonos zu entkommen. Die 320 v. Chr. in Triparadeisos zusammengetroffenen Satrapen ächteten den auch nach Perdikkas’ Tod durchaus erfolgreich operierenden Eumenes, der es nun auf einen entscheidenden Kampf mit dem neuen Reichsverweser Antipatros in der Ebene von Sardes anlegte, wo er seine überlegene Reiterei ausspielen konnte. Er hoffte, dass sich Kleopatra öffentlich zu seinen Gunsten aussprach, denn durch eine solche Stellungnahme der Schwester Alexanders des Großen wären seine Pläne legitim erschienen. Aber Kleopatra wollte nicht mit Antipatros in Konflikt geraten und forderte Eumenes zum Abzug aus Lydien auf. Trotzdem suchte Antipatros sie in Sardes persönlich auf und kritisierte ihre Nähe zu Perdikkas und Eumenes, doch wusste sie die Vorwürfe beredsam zu zerstreuen; beide Seiten trennten sich anscheinend gütlich.
Nach dem Tod des Antipatros (319 v. Chr.) hatte insbesondere Antigonos eine sehr mächtige Stellung inne. Wenn er auch Kleopatra sehr ehrenvoll behandelte, ließ er sie doch zehn Jahre in Sardes festhalten. Schließlich gelang es ihr 309/308 v. Chr., aus Sardes zu entkommen. Sie wollte zum ägyptischen König Ptolemaios I. fliehen, der ein Gegner des Antigonos war und damals auf Kos weilte. Wahrscheinlich hegte sie Hoffnungen auf eine Ehe mit ihm. Doch kam sie nicht weit, da ein Epimelet des Antigonos sie auf der Flucht stellen konnte und wieder in Sardes internierte. Dort wurde sie nicht viel später von einigen Sklavinnen ermordet. Antigonos wurde verdächtigt, der Anstifter dieser Tat zu sein. Wohl um seinen Mordauftrag zu vertuschen, ließ er die schuldigen Sklavinnen hinrichten und ein prächtiges Begräbnis für Kleopatra ausrichten.
Dem Flötenspieler Telephanes aus Samos wurde im Auftrag Kleopatras an der Straße von Megara nach Korinth ein Grab erbaut.

## Erwähnungen im Alexanderroman
Kleopatra wird in der Heidelberger Epitome fälschlicherweise zur Halbschwester Alexanders des Großen gemacht, die der ägyptische König nach dem Tod des Perdikkas zur Frau genommen habe. Diese Legende wird weiter ausgebaut im fingierten Testament Alexanders, das angeblich Ptolemaios I. zum König von Ägypten oder Libyen einsetzte und ihm Kleopatra zur Gemahlin versprach.